# Nicolas Morn
Nicolas Morn (* 23. Februar 1932 in Oberbesslingen; † 14. März 1997 ebenda) war ein luxemburgischer Radrennfahrer.

## Sportliche Laufbahn
Morn war im Straßenradsport und im Querfeldeinrennen (heutige Bezeichnung Cyclocross) aktiv. Er war Teilnehmer der Olympischen Sommerspiele 1952 in Helsinki. Beim Sieg von André Noyelle im olympischen Straßenrennen belegte er den 51. Platz. Die Mannschaft Luxemburgs kam in der Mannschaftswertung auf den 7. Platz.
Er begann seine Laufbahn im Verein Les Rapides Limpertsberg, wechselte später zum VC Dommeldingen. Im Mai 1954 wurde er Berufsfahrer im Radsportteam Terrot. Von 1954 bis 1968 war er als Profi aktiv.
Viermal (1954–1957) bestritt er die Tour de France. 1956 beendete er die Tour auf dem 68. Rang, in den Vorjahren wie auch 1957 schied er aus.
Seine bedeutendsten Erfolge hatte er im Querfeldeinrennen, denen er sich im Winter 1959 zuwandte. 1964 bis 1966 gewann er die nationale Meisterschaft in dieser Radsportdisziplin. Mehrfach startete er bei den UCI-Weltmeisterschaften im Querfeldeinrennen, sein bestes Resultat hatte er beim Sieg von Rolf Wolfshohl 1960, als er 20. wurde.

## Berufliches
Morn war ursprünglich Landwirt. Nach seiner Laufbahn eröffnete er ein Cafe in Kayl.